# Salles (Deux-Sèvres)
Salles település Franciaországban, Deux-Sèvres megyében. Lakosainak száma 323 fő (2022. január 1.). Salles Bougon, La Mothe-Saint-Héray, Pamproux, Sainte-Eanne és Soudan községekkel határos.

## Népesség
A település népessége az elmúlt években az alábbi módon változott:
| Lakosok száma | 343  | 336  | 345  | 329  | 328  | 328  | 326  | 325  | 323  |
|               | 2013 | 2015 | 2016 | 2017 | 2018 | 2019 | 2020 | 2021 | 2022 |